# Knihovna Národního muzea
Knihovna Národního muzea je veřejná vědecká knihovna zřízená v rámci Národního muzea. Za vznik je považován rok 1818, tedy rok vzniku samotného muzea. Prvním řádným bibliotékářem byl od roku 1822 Václav Hanka.

## Členění

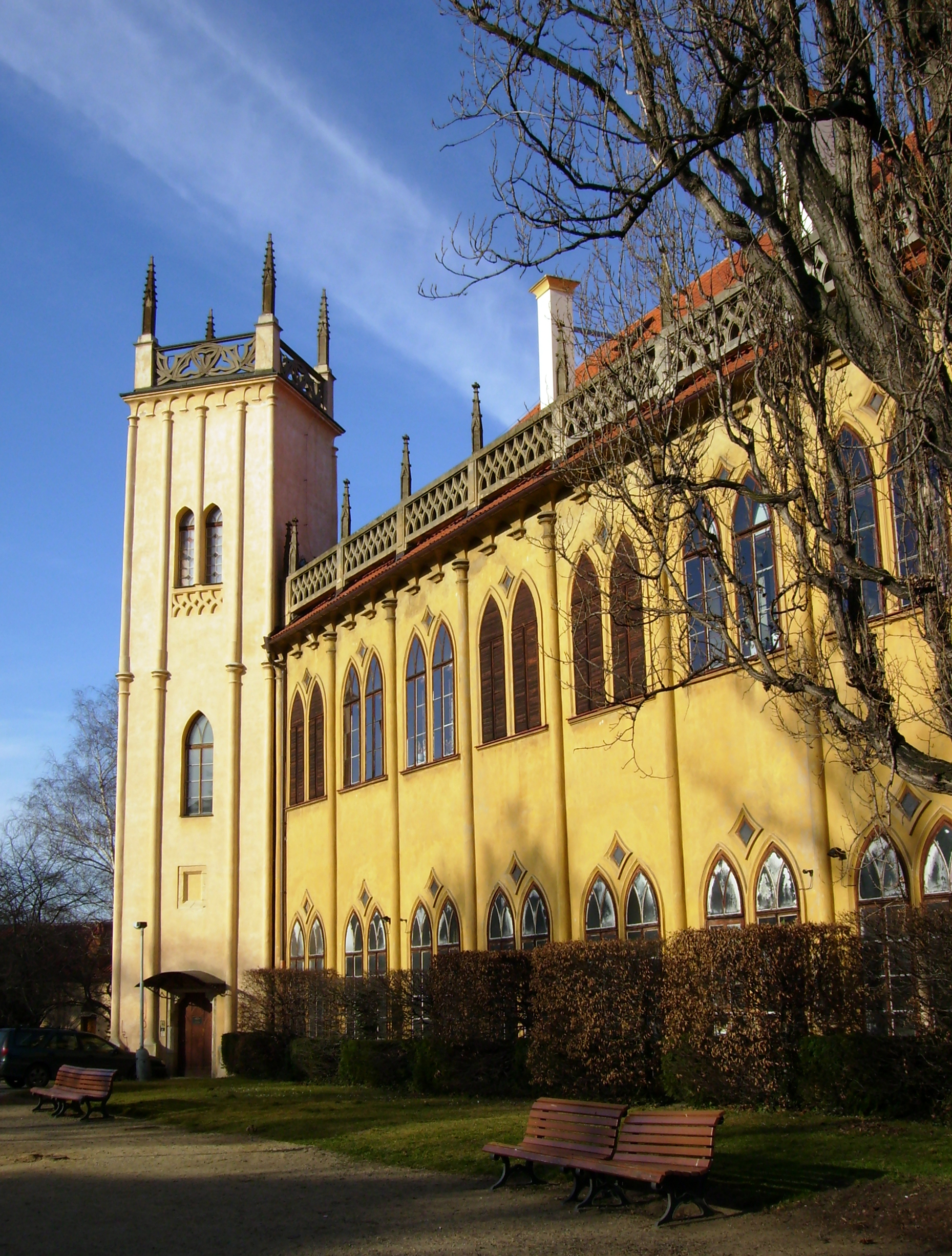
Místodržitelský letohrádek v pražské Královské oboře (Stromovce), dílčí sídlo knihovny muzea, sbírka novin a časopisů

Prvním z oddělení je základní knihovna obsahující především nové tisky od 19. století, jež je vzhledem k prvotnímu zaměření muzea na přírodní vědy dobře zásobená v těchto oblastech, nicméně obsahuje i knihy k jiným tématům (až do roku 1996 měla právo povinného výtisku). Dohromady tento fond čítá okolo 1,6 milionů kusů.
Velmi významné je knihovní oddělení rukopisů a starých tisků. Uchovává řadu velmi významných jednotlivin jako Mater verborum, Jenský kodex, Liber viaticus Jana ze Středy, Talmberský kodex a další. Knihovna vykonává dohled nad zámeckými knihovnami (tedy knihovnami zestátněných zámků) a do roku 2014 spravovala Muzeum knihy v klášteře ve Žďáru nad Sázavou.
Z původní koncepce knihovny jako části muzea uchovávající písemnosti byl později oddělen samostatný archiv (dnes Archiv Národního muzea) a literární archiv (dnes Literární archiv Památníku národního písemnictví).

### Oddělení
- Oddělení základní knihovny
- Oddělení rukopisů a starých tisků
- Oddělení časopisů – Místodržitelský letohrádek
- Oddělení zámeckých knihoven
- Oddělení knižní kultury
- Oddělení služeb
- Oddělení mezinárodní výměny publikací
- Muzeum knihy (do roku 2014)

## Katalogy

### Digitální
- Digitalizované knihy v projektu Manuscriptorium

### Rukopisy
- DRAGOUN, Michal. Rukopisné zlomky Knihovny Národního muzea: signatura 1 K. Dodatky ke sbírkám Adolfa Patery a Čeňka Zíbrta. Archivováno 21. 4. 2019 na Wayback Machine. Praha: Národní muzeum, Scriptorium, 2017. ISBN 978-80-7036-537-3.
- BROM, Vlastimil et al. Rukopisné zlomky Knihovny Národního muzea: signatury 1 D, 1 E a 1 G. Archivováno 21. 4. 2019 na Wayback Machine. Praha: Národní muzeum, Scriptorium, 2016. ISBN 978-80-7036-493-2, ISBN 978-80-88013-36-5.
- BENEŠ, Jiří et al. Rukopisné zlomky Knihovny Národního muzea: signatury 1 B a 1 C. Archivováno 21. 4. 2019 na Wayback Machine. Praha: Národní muzeum, Scriptorium, 2015. ISBN 978-80-7036-448-2.
- BRČÁK, Marek et al. Rukopisné zlomky Knihovny Národního muzea: signatura 1 A. Archivováno 21. 4. 2019 na Wayback Machine. Praha: Národní muzeum, Sriptorium, 2014. ISBN 978-80-7036-421-5.
- DRAGOUN, Michal – MAREK, Jindřich. Rukopisné zlomky Knihovny Národního muzea: sbírky Adolfa Patery a Čeňka Zíbrta. Archivováno 21. 4. 2019 na Wayback Machine. Praha: Národní muzeum, Scriptorium, 2012. ISBN 978-80-7036-350-8.
- DRAGOUN, Michal. Soupis středověkých rukopisů Knihovny Národního muzea: doplňky ke katalogům F. M. Bartoše, J. Vašici a J. Vajse. Archivováno 21. 4. 2019 na Wayback Machine. Praha: Národní muzeum, Scriptorium, 2011. ISBN 978-80-7036-301-0.
- BRODSKÝ, Pavel. Katalog iluminovaných rukopisů Knihovny Národního muzea v Praze. Praha: KLP, 2000. ISBN 80-85917-78-5.
- ČERNÝ, Václav. Les Manuscrits Néolatins de la Bibliothèque du Musée National de Prague. Praha: Národní muzeum, 1964.
- VAŠICA, Josef – VAJS, Josef. Soupis staroslovanských rukopisů Národního musea v Praze. Praha: Nakladatelství Československé akademie věd, 1957.
- BARTOŠ, František Michálek. Soupis rukopisů Národního musea v Praze. Díl II. Praha 1927.
- BARTOŠ, František Michálek. Soupis rukopisů Národního musea v Praze. Díl I. Praha 1926.

#### Rukopisy Nostické knihovny
- ŠIMÁK, Josef Vítězslav. Rukopisy Majorátní knihovny hrabat z Nostitz a Rhienecka v Praze. Praha: Česká akademie věd Františka Josefa pro vědy, slovesnost a umění, 1910.

#### Řecké rukopisy
- OLIVIER, Jean-Marie – MONÉGIER DU SORBIER, Marie-Aude. Manuscrits Grecs Récemment decouverts en République Tchéque. Supplement au Catalogue des Manuscrits Grecs de Tchécoslovaquie. Paris 2006. ISBN 2-271-06397-3.
- OLIVIER, Jean-Marie – MONÉGIER DU SORBIER, Marie-Aude. Catalogue des Manuscrits Grecs de Tchécoslovaquie. Paris 1983.

### Tisky
- MAŠEK, Petr et al. Tisky 16. století v zámeckých knihovnách České republiky. I–III. Praha: Národní muzeum, 2015.
- ŠÍPEK, Richard. Die Jauerer Schlossbibliothek Ottos des Jüngeren von Nostitz. Teil 1–2. Frankfurt am Main: PL Academic Research, 2014. ISBN 978-3-631-65029-5.
- ŠIMÁKOVÁ, Jitka – VRCHOTKA, Jaroslav. Katalog prvotisků Knihovna Národního muzea v Praze a zámeckých a hradních knihoven v České republice. Praha 2001. ISBN 80-85917-52-1.
- VRCHOTKA, Jaroslav. Knihovna Bohuslava Duška. Sborník Národního muzea, řada C – Literární historie 23, 1978, č. 1–4, s. 1–300.

## Publikace pracovníků Knihovny Národního muzea (od roku 2008)
- KŘENEK, Karel – OHLÍDALOVÁ, Martina – PECH, Michal – TVRZNÍKOVÁ, Jana. Hmotný průzkum Rukopisů královédvorského a zelenohorského. Archivováno 21. 4. 2019 na Wayback Machine. Praha: Národní muzeum, 2018. ISBN 978-80-7036-568-7.
- BRODSKÝ, Pavel – SPURNÁ, Kateřina – VACULÍNOVÁ, Marta (edd.). Liber Viaticus Jana ze Středy: zmenšená reprodukce a komentářový svazek. Archivováno 21. 4. 2019 na Wayback Machine. Praha: Academia, Národní muzeum, 2016. ISBN 978-80-200-2553-1, ISBN 978-80-200-2553-1.
- KAŠPAROVÁ, Jaroslava – ŠÍPEK, Richard – VACULÍNOVÁ, Marta (edd.). Ex libris... Ex bibliotheca… Knižní sbírky Knihovny Národního muzea a jejich dřívější majitelé. Archivováno 21. 4. 2019 na Wayback Machine. Praha: Národní muzeum, 2015.
- STEJSKALOVÁ, Eva. Novinové zpravodajství a noviny v Čechách od 17. století do roku 1740. Archivováno 21. 4. 2019 na Wayback Machine. Praha: Nakladatelství Karolinum, Národní muzeum, 2015.
- KAŠPAROVÁ, Jaroslava. Amadis Waleský, nebo Don Quijote? Rytířské příběhy španělského Zlatého věku a jejich putování za čtenáři 16.–19. století. Archivováno 21. 4. 2019 na Wayback Machine. České Budějovice: Veduta, Praha: Národní muzeum, 2014. ISBN 978-80-86829-95-1, ISBN 978-80-7036-422-2.
- ANTONÍN, Luboš. Zlatý věk svobodného zednářství v Čechách. Praha: Argo, 2010. ISBN 978-80-257-0317-5.
- KAŠPAROVÁ, Jaroslava. České země a jejich obyvatelé očima románského světa 16.–17. století. České Budějovice: Veduta, 2010. ISBN 978-80-86829-53-1.
- MAŠEK, Petr. Šlechtické rody v Čechách, na Moravě a ve Slezsku o Bílé hory do současnosti. Díl. II. N–Ž. Praha: Argo, 2010. ISBN 978-80-257-0294-9.
- MAŠEK, Petr. Šlechtické rody v Čechách, na Moravě a ve Slezsku o Bílé hory do současnosti. Díl. I. A–M. Praha: Argo, 2008. ISBN 978-80-257-0027-3.
- MAŠEK, Petr et al. Zámecké knihovny ve Zlínském kraji. Zlín: Krajská knihovna Františka Bartoše ve Zlíně, 2008. ISBN 978-80-86886-29-9.